# Marcato
Marcato is een dynamisch articulatieteken binnen de muzieknotatie.
Hiermee wordt aangegeven dat de noot waarboven het teken geplaatst is met sterke klemtoon aangezet en benadrukt dient te worden. Het wordt dan sterker gespeeld dan er staat. Een veelvoorkomende combinatie met een duurarticulatieteken is de staccatopunt onder het marcatoteken. Het wordt geschreven als een '>' (meestal accent genoemd) boven of onder de noot, of als een '^' (sterk marcato), niet te verwarren met de aanwijzing martelé. Let wel: beide aanwijzingen geven aan dat men met sterke klemtoon en/of nadrukkelijk moet spelen.
Indien iets zeer nadrukkelijk gespeeld moet worden, wordt ook wel de term marcatissimo gebruikt.